# Dynamo terrestre

Schéma du champ magnétique terrestre.

Illustration de l'effet dynamo alimenté par les mouvements de convection thermique dans le noyau externe, la rotation de la Terre intervenant à travers la force de Coriolis qui dévie les mouvements induits par cette convection.

La dynamo terrestre ou géodynamo est un modèle physique expliquant la formation du champ magnétique terrestre, par l'induction produite par les mouvements rapides des alliages de fer et de nickel en fusion dans la partie liquide du noyau de la Terre comparé, en première approximation, à celui d'un aimant droit ou d'un dipôle magnétique. À la différence du noyau interne (la graine) et du manteau isolant, le noyau externe de nature métallique est ainsi un conducteur à l'origine d'un champ faible distribué selon des cyclones de convection.

## Théorie
Le phénomène, bien que bien compris expérimentalement, n'est pas encore très bien décrit par la théorie. Les importantes variations du champ magnétique et ses inversions de polarité au cours du temps géologique font l'objet de modélisations expérimentales, en prenant pour base la mesure des variations du champ magnétique terrestre. Ces mesures proviennent de l'observation de l'aimantation des sédiments marins des différents bassins océaniques.
On pense que c'est sur le principe de la dynamo que repose l'origine du champ magnétique terrestre. Un courant électrique est créé dans une boucle conductrice se déplaçant dans un champ magnétique : c'est l’effet dynamo. Il y a conversion d'énergie mécanique en énergie électromagnétique. Inversement, un courant dans une boucle conductrice produit un champ magnétique. Un courant produit un champ, une variation de champ produit un courant, mais sans champ et sans courant initiaux, l'effet dynamo peut-il s'amorcer et se stabiliser? (une fluctuation de courant induisant une fluctuation de champ qui amplifie le courant, etc.). C'est l'objet des expériences récentes dans le domaine où l'on étudie le comportement de l'écoulement tourbillonnaire (dit « "de von Karman" ») d'un fluide conducteur (sodium liquide).

## Expérimentation du phénomène

### Expérience VKS
L'expérience VKS (Von Karman Sodium, collaboration ENS-Paris, ENS-Lyon et CEA-Saclay) a été réalisée en 2006 au CEA Cadarache, en France. Elle a mis en évidence l'apparition spontanée d'un champ magnétique dans un fluide conducteur turbulent. Le phénomène reproduit les principales caractéristiques de la dynamo terrestre avec un ordre de grandeur respecté. Le seuil d'apparition de l'effet dynamo correspond à un nombre de Reynolds magnétique (Rm) de 30. La transition Rm-Rmcritique est de type supercritique, au sens de la classification des bifurcations.
C'est par cette expérience qu'il a aussi été observé pour la première fois au laboratoire, dans l'écoulement très turbulent de sodium liquide mis en contrarotation par les hélices, des renversements du champ magnétique semblables à ceux du champ magnétique terrestre. Ces expériences devraient permettre de mieux comprendre la dynamique des champs magnétiques cosmiques.
Les articles scientifiques associés :
- observation de l'effet dynamo : « Generation of a Magnetic Field by Dynamo Action in a Turbulent Flow of Liquid Sodium ».
- observation du renversement du champ : « Magnetic field reversals in an experimental turbulent dynamo ».

### Expérience du Maryland
Plus colossale, avec 3 tonnes de sodium fondu et 1MW de puissance mécanique fournie au système; géométrie à deux sphères emboîtées (donc plus proches de la réalité): mais il faut évacuer l'énergie thermique : grosses canalisations d'huile de refroidissement.
- Quelques points plus techniques : l'essentiel à comprendre est de comparer l'énergie par unité de volume : Em = B²/2{\displaystyle \mu _{o}} et Ec ={\displaystyle \rho }V². On veut donc étudier Em = Ec .f(Re, Rm) , où Re est le nombre de Reynolds et Rm le nombre de Reynolds magnétique. La turbulence étant très grande, on travaille à Prandtl = Rm/Re très petit (de l'ordre de 10−6) donc très loin de ce que peuvent faire les simulations numériques (échelles de temps trop différentes) : le temps de diffusion de la quantité de mouvement est très faible devant celui de la diffusion magnétique (autrement dit le fluide est très peu visqueux (la pression et la température jouent beaucoup sur la viscosité) alors que la conductivité électrique est moins affectée).